# Reflejo de marcha automática
El reflejo de la marcha automática (junto a otros como el de Moro, succión, prensión o incurvación de tronco) es un reflejo arcaico que se da en los seres humanos durante las primeras semanas de vida, generalmente hasta el primer mes.
Aparece generalmente a partir del cuarto día de vida cuando se sujeta al niño por debajo de las axilas sobre un plano recto y este flexiona o estira sus piernas alternativamente como si quisiera caminar. Este reflejo termina desapareciendo alrededor del primer mes de vida y se convierte en lo que serán los primeros ejercicios en los que el niño comienza a andar mediante sostén o intentando alcanzar un objeto. Si este reflejo se extiende más allá del primer mes de vida y continúa su conducta refleja se considera como signo patológico en el desarrollo del sistema nervioso.
- Datos: Q6103468